# Cerniera lampo

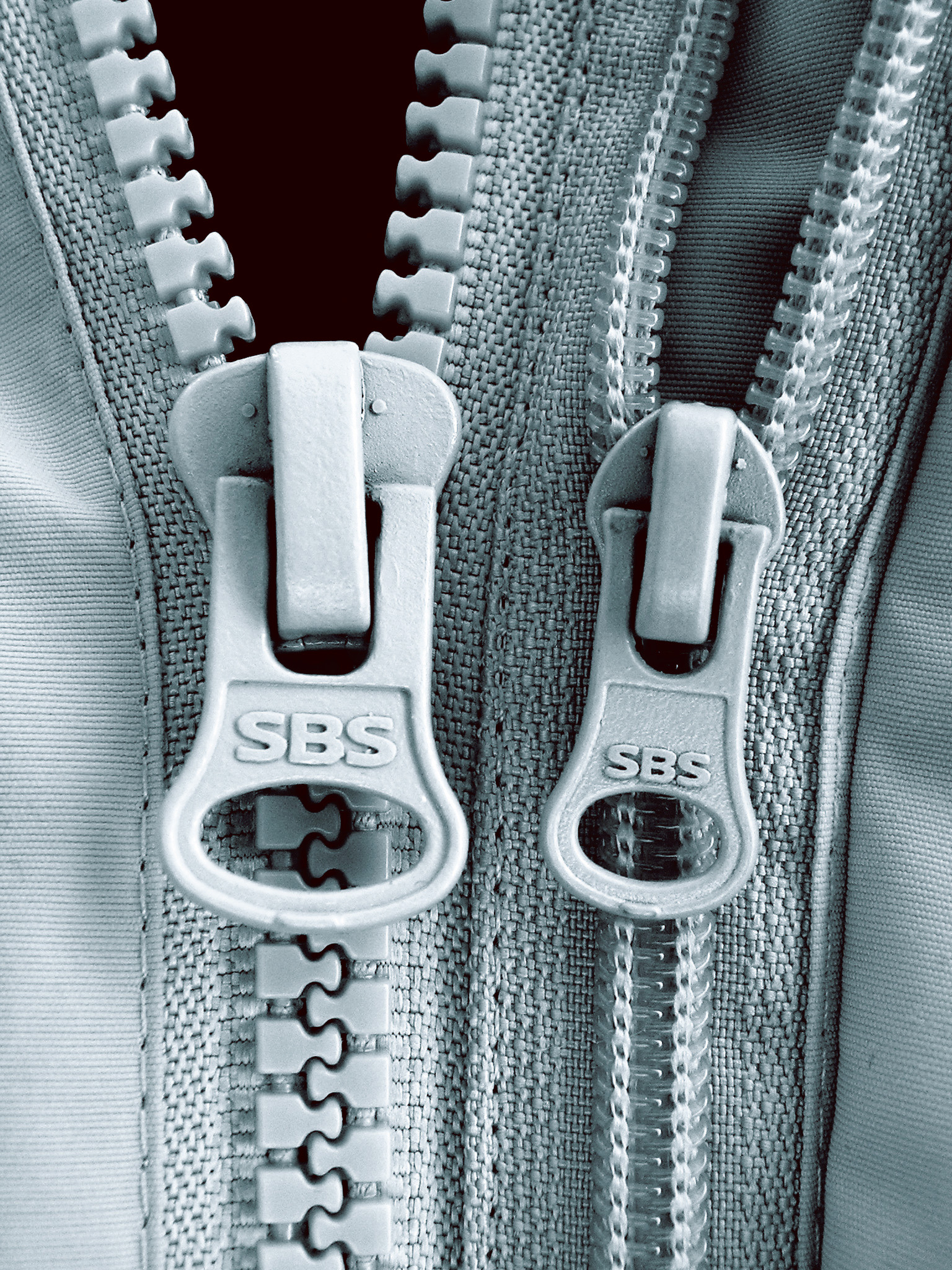
Cerniere lampo di plastica e nylon

Animazione che mostra il meccanismo della cerniera lampo

La cerniera lampo (anche "chiusura lampo", abbreviata in italiano "lampo", in alcuni paesi nota come zip) è un tipo di chiusura che serve ad unire in modo rapido e sicuro due lembi di tessuto o di altro materiale non rigido.

## Storia
Il primo meccanismo che può essere indicato come l'antenato della cerniera lampo fu inventato nel 1851 da Elias Howe (1819–1867), lo stesso inventore cui fu assegnato il primo brevetto per una macchina per cucire (la paternità fu poi rivendicata da Walter Hunt nel 1850 che, pur avendo inventato tale strumento, non aveva provveduto a registrarlo), che brevettò una "chiusura automatica continua per abiti", composta da una serie di ganci applicati a un lembo, che si impegnavano su opportune sedi poste sul lembo opposto. Tuttavia Howe non pensò di commercializzare la sua invenzione.
Il primo miglioramento fu portato dall'ingegnere americano di Chicago Whitcomb Judson (1844-1909) che il 29 agosto 1893 depositò il brevetto di una "chiusura di sicurezza separabile" (clasp locker), che aveva come obiettivo la sostituzione delle stringhe di scarpe e stivali (un dispositivo simile al brevetto del 1851 di Howe), costituito da una fila di uncini che si inserivano in altrettanti occhielli posti in una fila opposta, ganci che potevano essere chiusi o aperti sia manualmente che mediante un attrezzo scorrevole (cursore). Per la produzione e la commercializzazione di questo prodotto Judson fondò insieme con l'uomo d'affari Lewis Walker la Universal Fastener Company. Con quel marchio presentò la chiusura, sempre nel 1893, alla Esposizione Mondiale di Chicago. Ma il clasp locker, a causa dell'inaffidabilità del meccanismo, non ebbe il successo sperato.
Dieci anni dopo, nel 1904, al sistema migliorato venne dato il nome di "C Curity", che in lingua inglese si legge allo stesso modo di security (cioè sicurezza). Questo dispositivo aveva anche il vantaggio di essere costruito non più a mano, ma con una macchina che lo stesso Judson aveva brevettato nel 1902. Nel frattempo la cosa stuzzicò l'interesse di altri inventori. Così nel 1911 comparve un brevetto svizzero che assomigliava già all'attuale chiusura lampo perché non faceva più uso di ganci.
Il sistema sarà poi perfezionato dallo svedese Gideon Sundbäck (1880-1954), un ingegnere elettrotecnico nato in Svezia ma trasferitosi in Canada. Egli fu assunto nel 1906 alla Universal Fastener Company. Le buone capacità nel disegno e il matrimonio con Elvira Aronson, figlia del responsabile progetti, condussero Sundbäck fino alla posizione di progettista capo della Universal, con il compito di migliorare "il fermo lungi dall'essere perfetto" di Judson.
Quando Sundbäck restò vedovo nel 1911, si immerse totalmente nei suoi progetti e, prima del dicembre 1913, aveva già disegnato la chiusura lampo moderna. Gideon Sundbäck aumentò il numero di elementi di legatura da quattro per pollice a undici, ed ebbe l'idea di fissare la cerniera su due nastri di stoffa per semplificarne l'installazione. Il brevetto per "il fermo separabile" fu registrato nel 1917. In quello stesso anno un sarto di New York utilizzò il nuovo congegno per una cintura con tasche data in dotazione ai marinai americani e ne vennero venduti 24 000 esemplari.
Pertanto è proprio a Sundbäck che gli storici attribuiscono l'invenzione della cerniera lampo. All'inizio venne utilizzata solo per chiudere le taschine poste sulle cinture e le tabacchiere, ma durante la prima guerra mondiale l'esercito americano utilizzò le cerniere di Sundbäck per chiudere le tasche delle uniformi dei militari. Tuttavia ci vollero venti anni per convincere l'industria della moda a promuovere seriamente la cerniera lampo sugli indumenti di uso comune.
Il nome popolare "zip" apparve nel 1923 quando la BFGoodrich Company iniziò a produrre delle galosce di gomma con la cerniera di Gideon alle quali venne dato il nome Zipper Boot. Il successo fu tale che, nel 1934, la ditta produttrice Fastener arrivò a vendere 60 milioni di pezzi.
L'industria dell'abbigliamento e della moda si avvicinò alla cerniera lampo solo nei primi anni '30, quando una campagna di vendite promosse le cerniere lampo nei vestiti per bambini, facendo leva sull'indipendenza nel vestirsi da sé che i giovani avrebbero avuto grazie alle zip. Altra figura importante è M.O. Winterhalter, nato in Svizzera nel 1889, che ha acquisito con i suoi primi risparmi il brevetto europeo per una lampo fatta a mano nel 1923 e ha iniziato così la prima produzione industriale in Europa pochi anni più tardi. Winterhalter studia e perfeziona la forma dei denti – in concava e convessa - che in tedesco vengono tradotte con "RIppe und RIlle", acronimo di Riri, la società svizzera che ha fondato nel 1936. Durante il decennio, la stilista italiana Elsa Schiaparelli utilizzò per prima la cerniera lampo senza nasconderla nel tessuto. L'adozione definitiva si ebbe nel 1937 grazie ad alcuni stilisti francesi che introdussero la lampo nei pantaloni per uomini. Nel 1937 la rivista di moda Esquire descrisse la cerniera lampo come "innovativa idea sartoriale" e tra i numerosi vantaggi vi trovò quello di "evitare la possibilità di involontari e imbarazzanti errori e disordini" nell'abbigliamento maschile.
Dal secondo dopoguerra, il metallo venne affiancato da materiali sintetici e, al sistema a denti contrapposti si è affiancato quello a spirali. Una rivoluzione che ha investito soprattutto le macchine che costruiscono le chiusure lampo. Proprio Riri nel 1950 ha creato le prime cerniere pressofuse in plastica, detenendo il brevetto e la sua esclusività per 18 anni.

## Caratteristiche  e descrizione

### Struttura
1. parte superiore
2. due fermi metallici
3. uno o due cursori

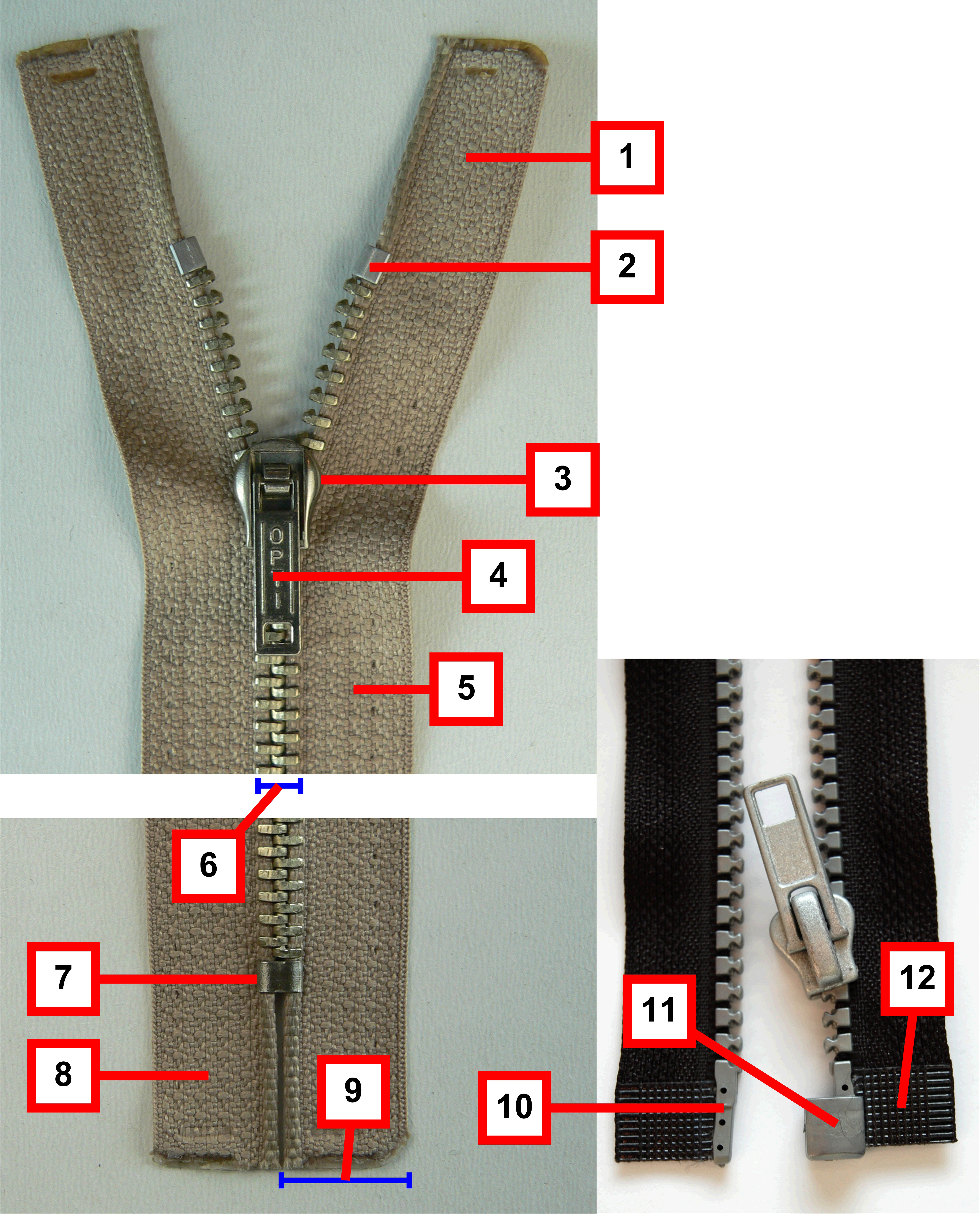
Parti della cerniera lampo

4. tiretto, può essere rigido, flessibile o snodato
5. due fettucce di tessuto
6. parte centrale (catena) con la spirale in nylon o i denti, metallici o plastici
7. un fermo metallico nella versione chiusa inferiormente (a destra la versione divisibile con: spillo, coppa e rinforzo)
8. parte inferiore
9. larghezza della fettuccia
10. spillo
11. coppa
12. rinforzo

Le cerniere sono composte da denti in nylon, metallo o plastica, attaccati a due fettucce; durante la chiusura i denti si inseriscono esattamente uno nell'altro. Sono delimitate agli estremi da due fermi, detti "stop" che impediscono la fuoriuscita del cursore.
All'apertura e alla chiusura provvede un dispositivo detto "cursore", che viene mosso utilizzando una levetta chiamata "tiretto". All'interno del cursore si trova un percorso ad Y con un'angolazione tale da permettere, durante lo scorrimento in un senso o nell'altro, l'incastro o l'apertura dei denti.

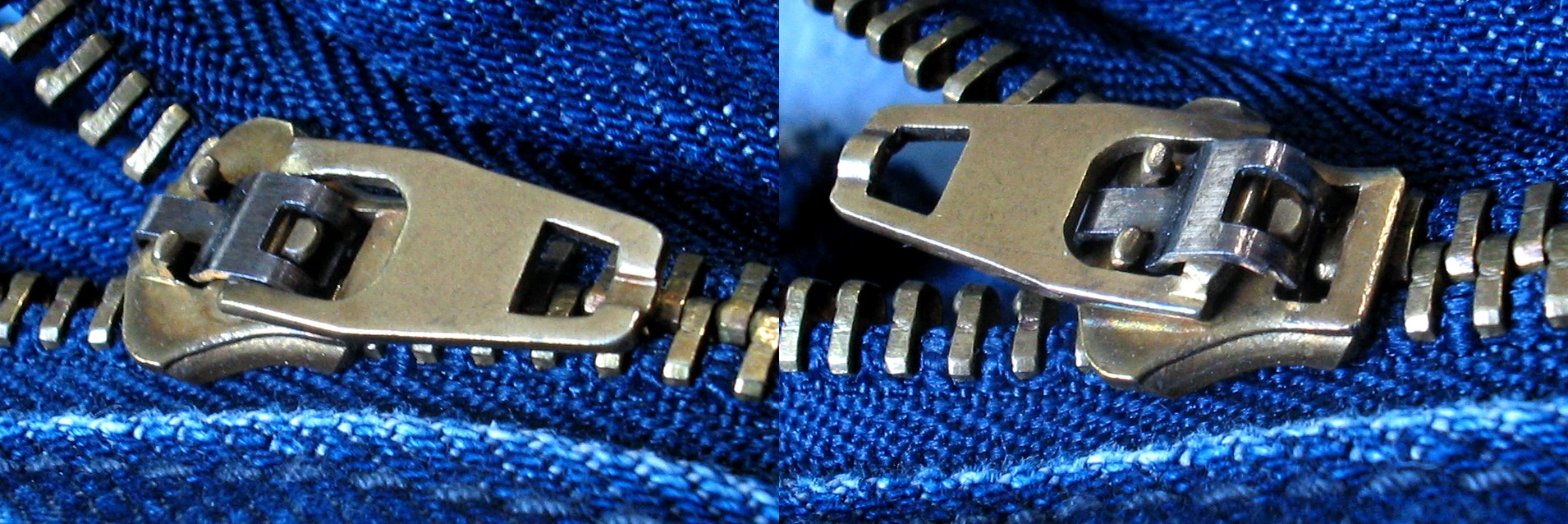
Cerniera lampo con cursore munito di fermo di sicurezza

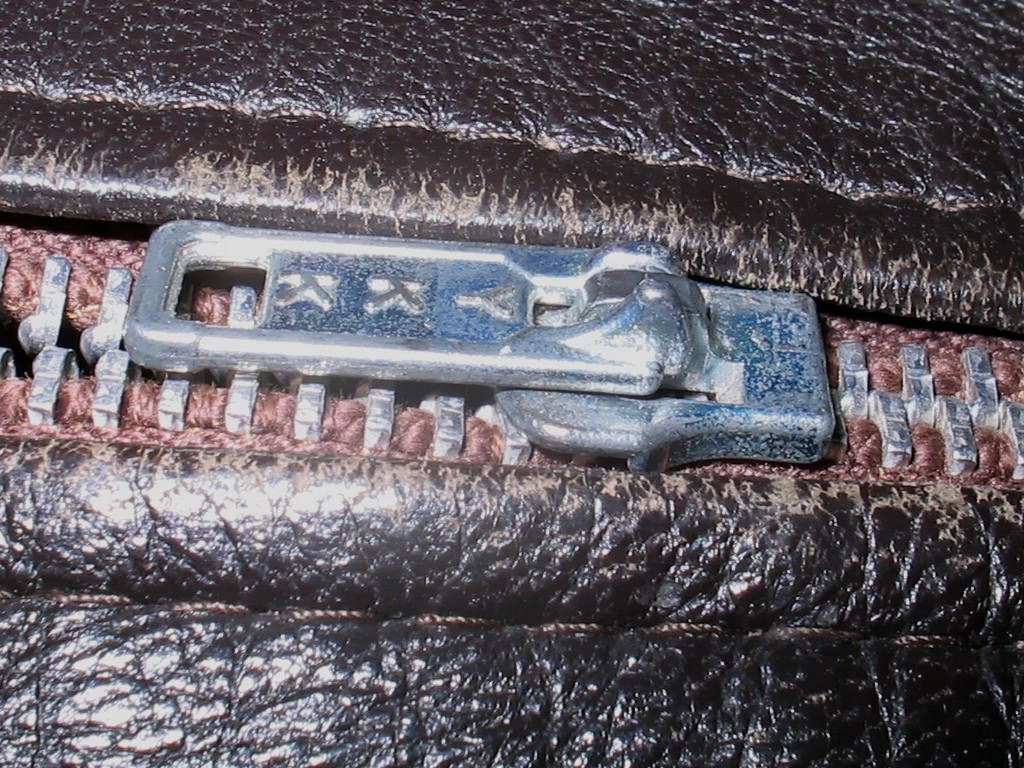
Cerniera lampo con cursore munito di tiretto con fermo di sicurezza

Il cursore ed il tiretto possono essere muniti di un fermo che eviti alla chiusura lampo di aprirsi involontariamente; questo fermo è presente nel tiretto e il cursore è munito di un foro e ha la cerniera del tiretto elastica, in modo da mantenerne la posizione schiacciata ed evitare che si apra e non faccia più presa con il fermo sui denti. Altri modelli invece sono composti da un cursore munito di cerniera elastica e di fermi, mentre il tiretto ha una forma tale che ruotando alza o abbassa la cerniera. Questi cursori muniti di fermi vengono generalmente utilizzati nella patta dei pantaloni.

### Tipologie

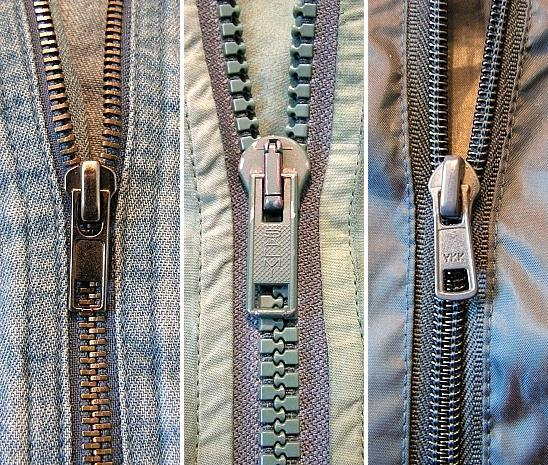
Le diverse tipologie a confronto, da sinistra a destra, metallo, plastica e nylon

- Lampo spirale: è formata da due spirali di nylon applicate a due nastri tessili, le cui spire presentano una piccola deformazione (di forma complementare, in modo da restare agganciate, una volta compenetrate). Sono le lampo che meglio si adattano a qualsiasi utilizzo, dall'abito da sera, alle sacche antibomba delle stive degli aerei sino ai ponti in Giappone (chiudono i giunti da ispezionare).
- Lampo metallo: sono le prime storicamente prodotte; i denti in lega di ottone od alluminio sono ottenuti per tranciatura e quindi ammorsati sui nastri tessili di supporto. Hanno una scorrevolezza inferiore, ma una durata e una resistenza generalmente superiori.
- Lampo plastica: i denti sono pressofusi sui nastri tessili di supporto. Caratteristiche dell'abbigliamento sportivo ed invernale in particolare. Affidabili come quelle metalliche, presentano dentature più grosse e variamente colorate.

I vari tipi sopra descritti vengono prodotti sia su nastri di supporto in poliestere, sia in cotone od altri materiali.
Le lampo, prodotte in catena continua, vengono poi tranciate nelle lunghezze richieste e rifinite in due versioni:
- Lampo fisse: (non permettono la separazione dei lembi), con un cursore, tipiche per abbigliamento e con due cursori contrapposti, generalmente applicate su borse e valigie.
- Lampo divisibili: (permettono la separazione dei lembi), con uno o due cursori (comby), particolarmente impiegate nella maglieria moderna e nell'abbigliamento sportivo.

### Misure
Le lampo vengono prodotte in diverse misure: 
- piccola = parte centrale 3-4,2 mm,
- media = parte centrale 5,8-6,4 mm
- grande = parte centrale 8 mm
- maxi = parte centrale oltre 10 mm

## Utilizzo e manutenzione
Vi sono diversi metodi di applicazione delle cerniere:
- cucitura sormontata: spesso utilizzata nelle chiusure laterali di gonne e nei pantaloni, la cerniera è nascosta su un lato da un lembo di tessuto.
- cucitura nascosta: entrambi i lati della cerniera sono nascosti, la cerniera non si vede perché coperta dai due lembi di stoffa che la ricoprono, dal dritto si nota solo una fessura. Per questo utilizzo esiste una cerniera particolare detta invisibile.
- cucitura "a vista": nel caso di cerniere grosse e colorate per abbigliamento sportivo, queste vengono cucite centralmente in modo da essere bene in vista. È il caso di tute e giacche.

Una soluzione per ovviare allo scorrimento difficoltoso di cerniere nuove (di norma solo quelle metalliche) consiste nello strofinare un po' di cera di candela sui denti, oppure ungere l'interno del cursore con una piccolissima quantità di grasso al silicone.
Nel caso la cerniera rimanga aperta dopo il passaggio del cursore, retrocederlo con precauzione al punto iniziale, quindi schiacciarne leggermente la base (la radice del percorso ad Y) con una pinza a becco e ritentare la chiusura. Nel lavaggio in lavatrice un accorgimento da utilizzare è quello di chiudere la cerniera per evitare che si deformi rendendo poi difficoltosa la chiusura.

## Brevetti relativi
| Numero brevetto (Ufficio brevetti Stati Uniti) | Nome del brevetto                     | Autore             | Data emissione   |
| ---------------------------------------------- | ------------------------------------- | ------------------ | ---------------- |
| 8.540                                          | Improvement in fastening for garments | Kniffin            | 25 novembre 1851 |
| 504.037                                        | Shoe-fastening                        | Whitcomb L. Judson | 29 agosto 1893   |
| 504.038                                        | Clasp locker or unlocker for shoes    | Whitcomb L. Judson | 29 agosto 1893   |
| 557.207                                        | Fastening for shoes                   |                    | 31 marzo 1896    |
| 557.208                                        | Clasp-locker for shoes                |                    | 31 marzo 1896    |
| 1.060.378                                      | Separable fastener                    | Gideon Sundback    | 29 aprile 1913   |
| 1.219.881                                      | Separable fastener                    | Gideon Sundback    | 20 marzo 1917    |
| 2.065.250                                      | Slider                                |                    | 22 dicembre 1936 |

## Alternative
- Chiusura a strappo o Velcro
- Fibbia
- Bottone
- Spilla di sicurezza
- Stringa o laccio da scarpa
- Bottone automatico o Bottone a pressione